# Форсайт (округ, Джорджия)
Форса́йт (англ. Forsyth County) — округ штата Джорджия, США. Население округа на 2000 год составляло 98 407 человек. Административный центр округа — город Камминг.

## История
Округ Форсайт основан в 1832 году.

## География
Округ занимает площадь 585.3 км2.

## Демография
Согласно Бюро переписи населения США, в округе Форсайт в 2000 году проживало 98 407 человек. Плотность населения составляла 168.1 человек на квадратный километр.